# Polarizációs mikroszkóp
A polarizációs mikroszkóp egy olyan fénymikroszkóp, ami az objektív lencserendszerén kívül még két polarizációs szűrőt is tartalmaz, egyik polarizátorként, a másik analizátorként működik. Ez a fajta mikroszkóp kettősen törő anyagok vizsgálatára alkalmas.

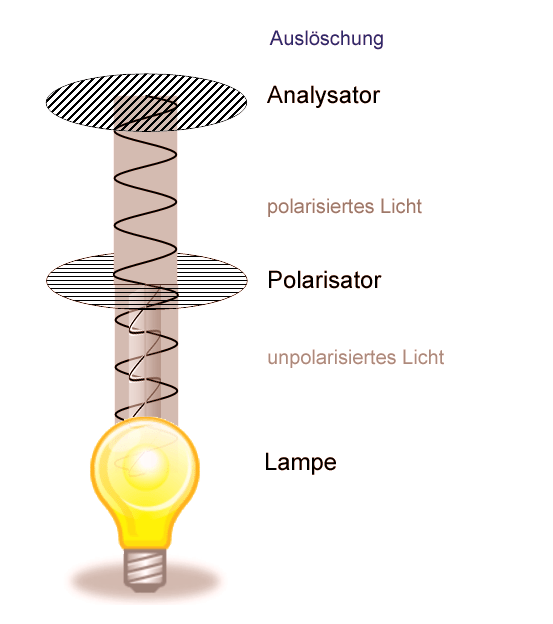
A fény polarizációs viszonyai a polarizációs mikroszkópban a minta behelyezése előtt

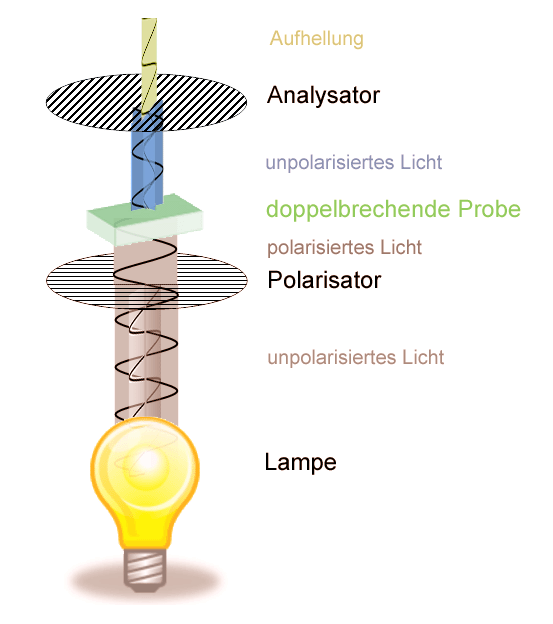
A fény polarizációs viszonyai a polarizációs mikroszkópban a minta behelyezése után

## Felépítése
A fényforrás fényét összegyűjtő kondenzor után a polarizátoron áthaladva lineárisan polarizált fény jut a mintára. A mintán átjutó fényt az objektív gyűjti össze, és a fénysugár megváltozott polarizációs viszonyait egy másik a fénynyaláb, mint tengely körül elforgatható polarizátorral – analizátorral – vizsgáljuk. Az analizátor polarizációs síkját a polarizátoréhoz képest a párhuzamos és a keresztezett helyzet között változtathatjuk.

## A képalkotás menete
A tárgy behelyezése előtt a szűrőket keresztezett állásba hozva – azaz az analizátor kiválasztási síkja merőleges a polarizátoréra – a látótér sötét, mivel ekkor nem jut át fény. A kettőstörést mutató minta izotrop részein áthaladó lineárisan polarizált fény polarizációs síkja nem változik, az anizotrop (kettősen törő) részeken áthaladó fény azonban cirkulárisan poláros lesz. A minta behelyezése után az izotrop részeken áthaladó fény nem jut át a keresztezett állásban lévő analizátoron. Az anizotrop részeken átmenő cirkulárisan poláros fény viszont az analizátor bármely állásában átjut. Az okulárba tehát csak a minta anizotrop részeiről jövő fénysugarak jutnak, a mikroszkópban csak a kettősen törő tárgyrészletekről készül kép.

## Alkalmazása
Kettős törést mutató anyagok, amelyekben a fény terjedési sebessége a különböző irányokban különbözik, így az optikai törésmutató irányfüggő. Ezt nevezzük optikai anizotrópiának, ami mindig bizonyos rendezettséget mutató belső szerkezet következménye. Ilyen tulajdonságot mutat a kristályok nagy része, ezért kőzettani vizsgálatokra előszeretettel használnak polarizációs mikroszkópot. 
Biológiai kutatásokban is alkalmazzák, mivel a biológiai struktúrák is mutatnak bizonyos rendezettséget. Optikailag anizotrop például a sejtmembrán, a harántcsíkolt izom, idegsejtek mielinhüvelye, de anizotrop folyadékkristályos szerkezetet mutatnak a fonalszerű makromolekulák, a polimerek, a DNS is. 

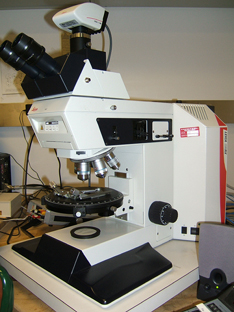
Kőzettani vizsgálatokra használt polarizációs mikroszkóp

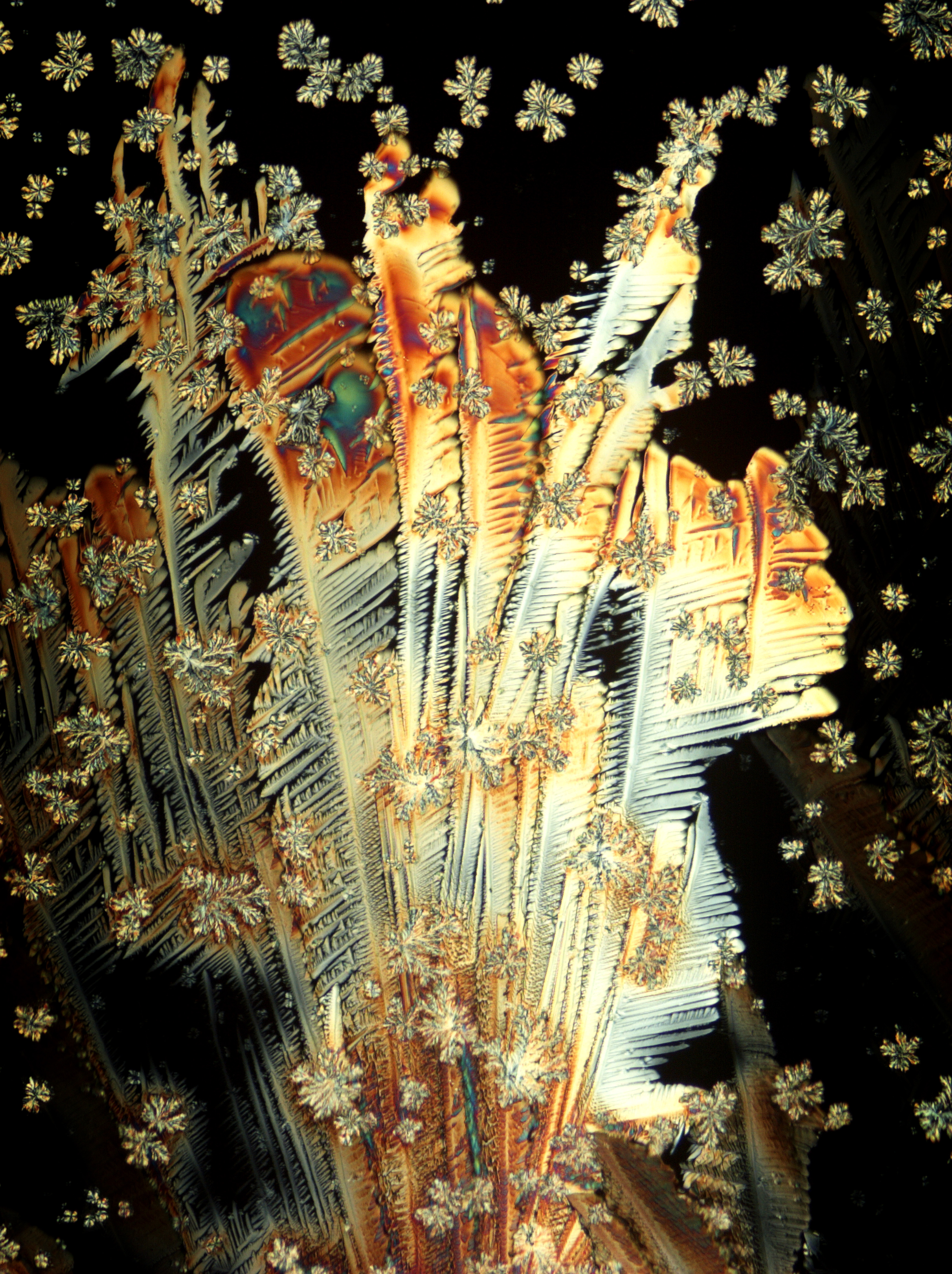
C-vitamin polarizációs mikroszkóppal készült képe

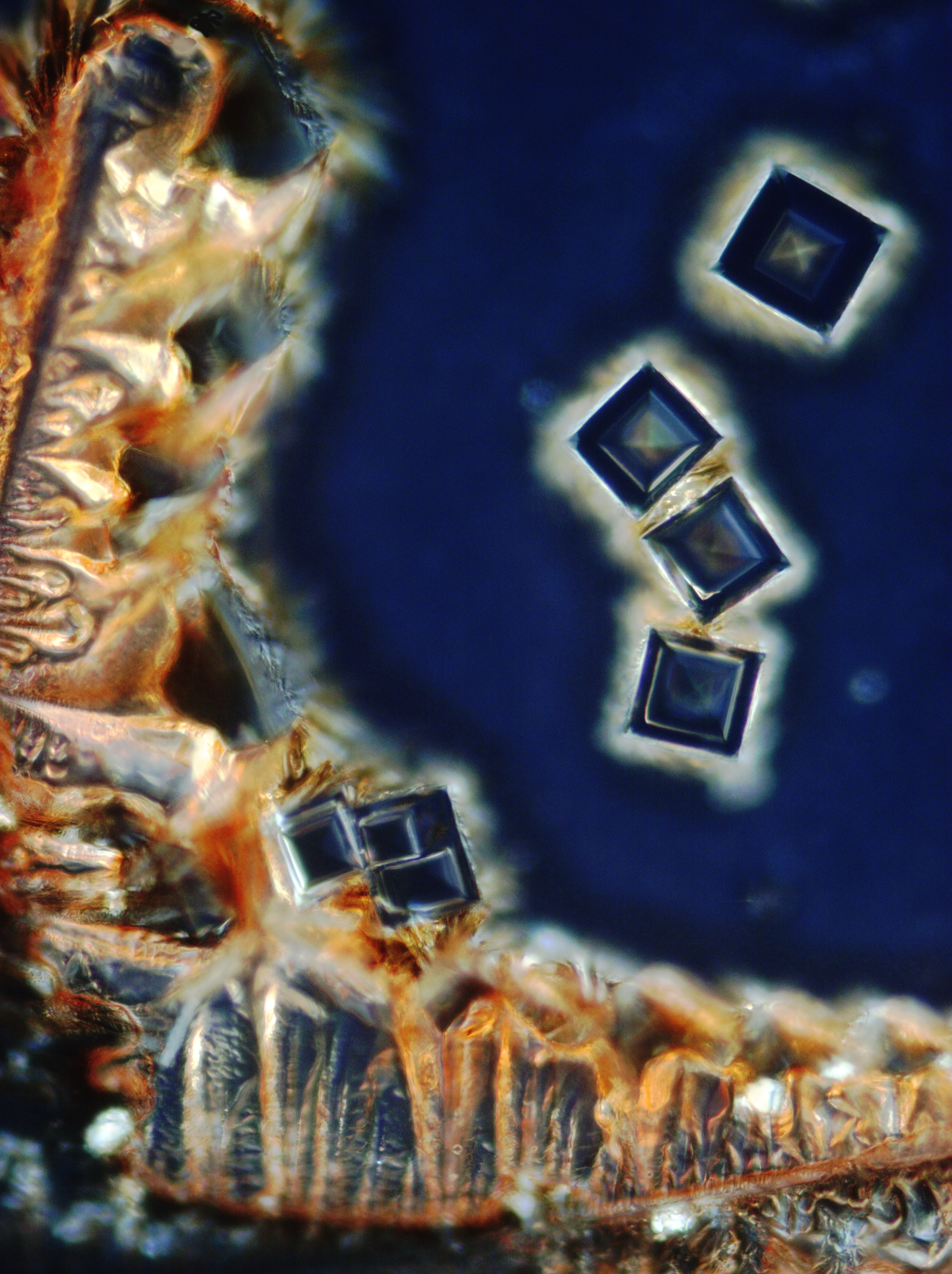
Adrenalin kristály polarizációs mikroszkópi képe